# Швидкісна залізниця США

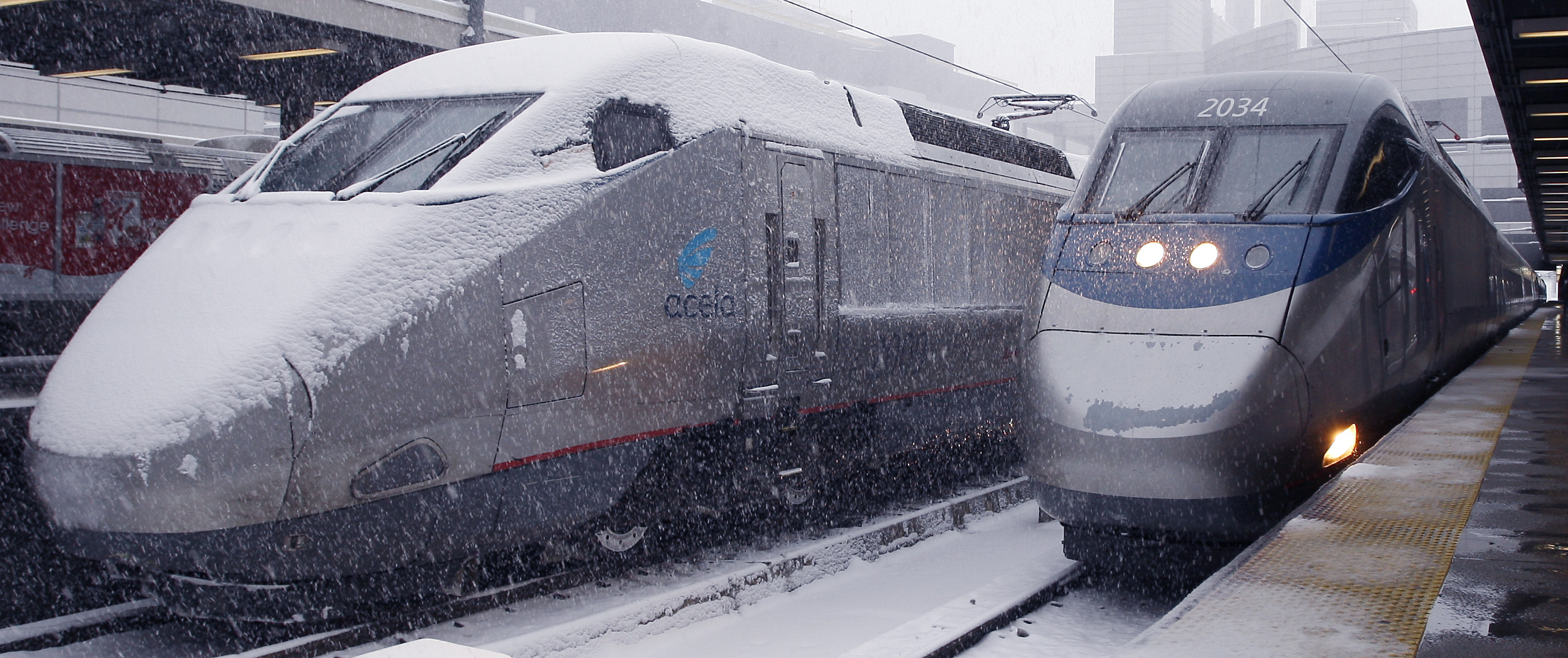
Швидкісний потяг Бостон-Нью-Йорк-Філадельфія-Балтимор-Вашингтон на вокзалі Бостона.

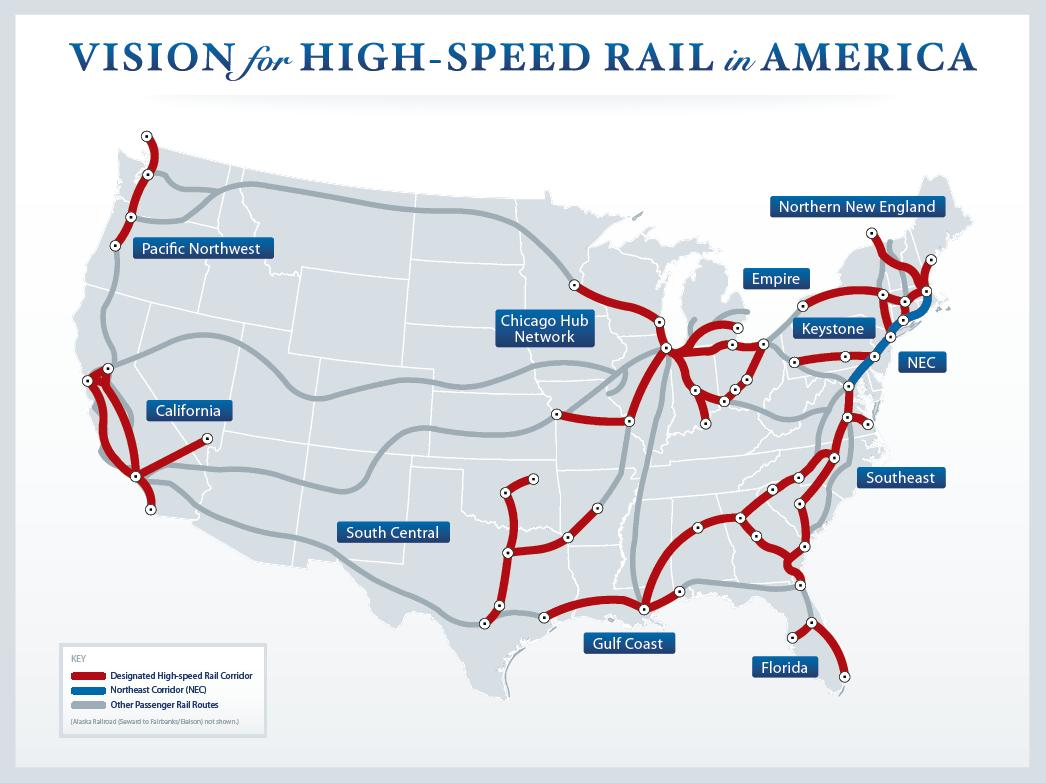
План швідкисних залізниць США

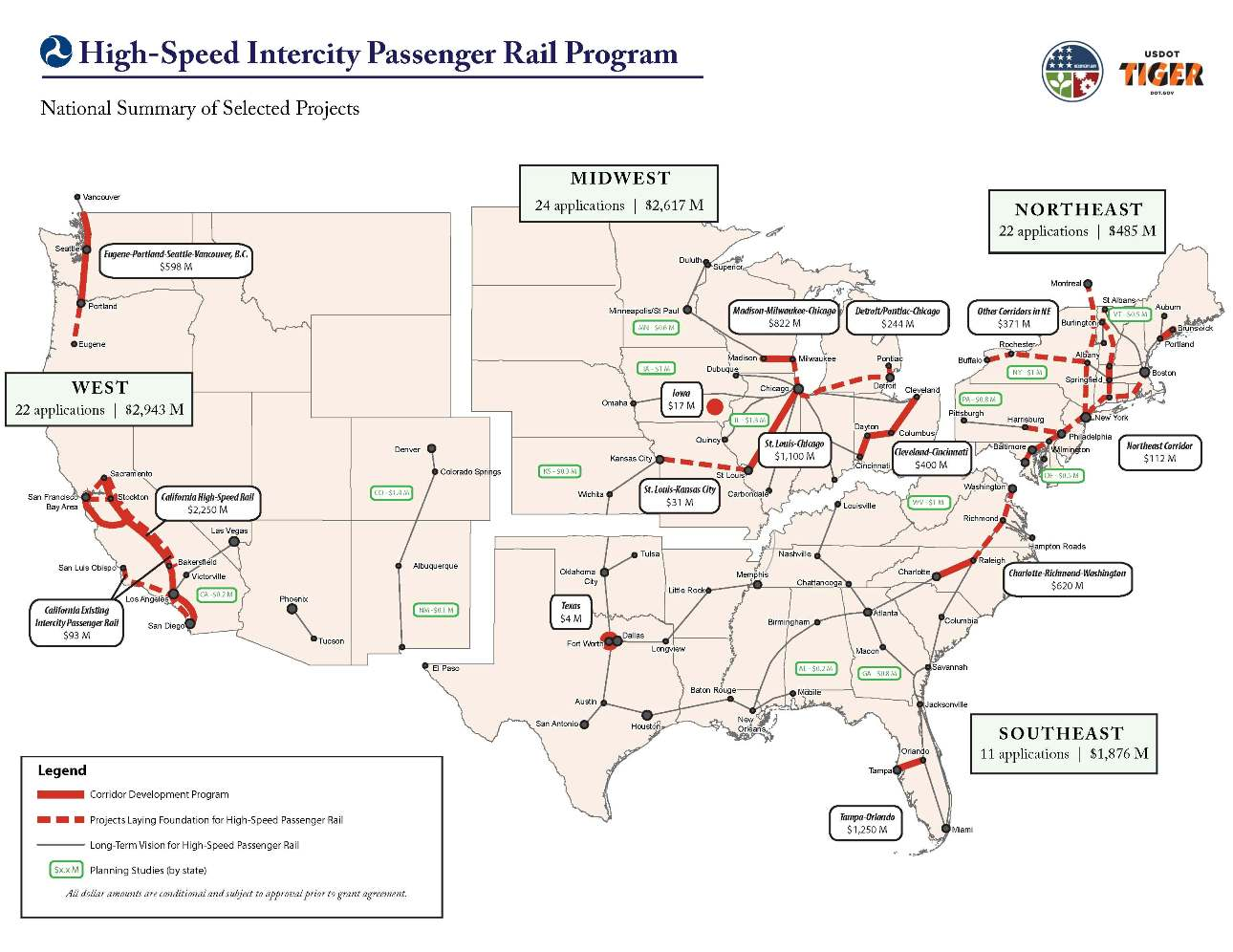
План перщочергового (червоні лінії) й перспективного (сірі лінії) будівництва.

Швидкісна залізниця США — система швидкісних пасажирських залізниць у США.
Сьогодні діє тільки північно-східний коридор: Бостон-Нью-Йорк-Філадельфія-Балтимор-Вашингтон Амтрака Акела Експрес служба з середньою швидкістю 109 км/год з максимальною швидкістю на дистанціях до 240 км/год. Федеральний уряд представив план до побудови 10 коридорів національної швидкісної пасажирської залізниці, що фінансується урядом у рамках підтримки американської економіки під час кризи.
Швидкість потягів має становити 150–240 км/год. Американське визначення швидкісної залізниці (понад 150 км/год) нижче за європейський стандарт (200 км/год).

## Поточне федеральне будівництво 10 коридорів залізниці

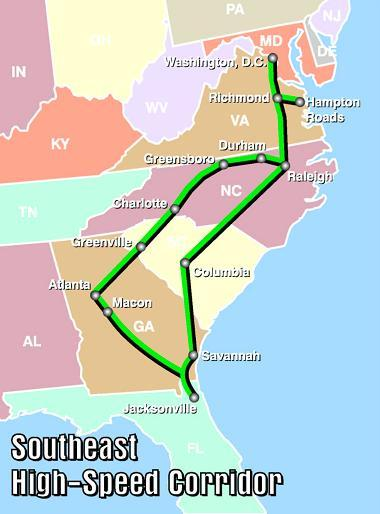

- Південно-східний коридор — Вашингтон, Ричмонд, Ньюпорт-Ньюс, Норфолк, Ралі, Шарлотт, Атланта, Колумбія, Джексонвілл
- Каліфорнійський коридор: Сакраменто, Сан-Франциско, Сан-Хосе, Лос-Анджелес, Сан-Дієго, Лас-Вегас

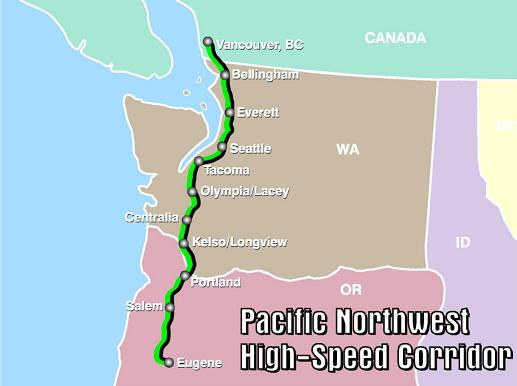

- Тихоокеанський Північний захід: Юджин, Портленд, Сієтл, Ванкувер. Тихоокеанський північно-східний коридор почав фінансуватися федеральним урядом у 2010 році, на що виділено 590 млн дол. зі стимуляційного пакета уряду.

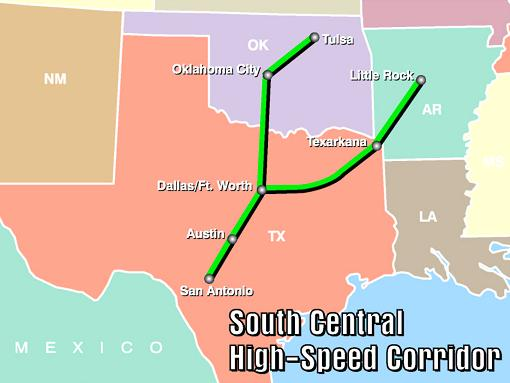

- Південний центральний коридор: Талса, Оклахома-Сіті, Даллас, Остін, Сан-Антоніо, Тексаркана, Літл-Рок
- Коридор узбережжя Затоки: Х'юстон, Новий Орлеан, Мобіл

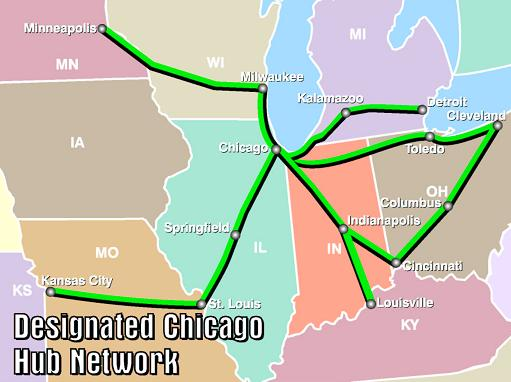

- Чиказька вузлова мережа: Чикаго, Індіанаполіс, Детройт, Клівленд, Толідо, Колумбус, Дейтон, Цинциннаті, Канзас-Сіті, Сент-Луїс, Луїсвілль, Мілвокі, Міннеаполіс/Сент-Пол
- Флоридський коридор: Тампа, Орландо, Маямі
- Кістоун коридор: Піттсбург, Філадельфія
- Імперський коридор: Буффало, Олбані
- Північний Новоанглійський коридор: Бостон, Портленд/Оберн, Монреаль, Спрингфілд, Нью-Гейвен.